# Ribo
Il torrente Ribo è il principale affluente del torrente Isorno; è lungo circa 18 km e nasce presso il Pizzo di Porcaresc. I suoi principali affluenti sono il Ri di Ribia, il Riale di Fümegn e il Ri di Vergeletto.
Il torrente scorre nella Valle di Vergeletto, una valle molto simile per tipologia alla Valle Onsernone. Lungo il suo corso si trovano pochi paesini, i quali sono molto "isolati" dal resto del mondo. Tra questi paesini vi sono Camanà, Vergeletto e Gresso. Oggi, in questi paesini, vivono pochi autoctoni, spesso anziani, poiché i giovani preferiscono trasferirsi dove vi sono più occasioni di lavoro.